# Pacifastacus leniusculus
Espèce
Synonymes
- Astacus leniusculus Dana, 1852
- Pacifastacus leniusculus Bott, 1950
- Potamobius leniusculus Ortmann, 1902

Statut de conservation UICN

 LC  : Préoccupation mineure
Répartition géographique
L'écrevisse de Californie ou écrevisse signal ou écrevisse du Pacifique (Pacifastacus leniusculus) est une espèce de crustacés décapode originaire des cours d'eau et des eaux stagnantes du nord-ouest de l'Amérique du Nord, mais a été introduite dans plusieurs autres régions du monde, dont l'Europe et le Japon.

## Dénominations
Elle porte plusieurs noms communs : écrevisse de Californie, écrevisse signal ou écrevisse du Pacifique.
Son nom scientifique, Pacifastacus leniusculus, est composé du nom générique, Pacifastacus, et d'une épithète spécifique, leniusculus.

## Caractéristiques
Elle mesure à 9 cm à l'âge adulte ; le céphalothorax est lisse et les pinces sont décorées d'une tache claire, parfois teintée de bleu ou de rouge (le « signal »), située à la commissure du doigt fixe et du doigt mobile de chaque pince.

## Écologie
Elle est originaire des cours d'eau et des eaux stagnantes du nord-ouest de l'Amérique du Nord.

### Espèce invasive
Elle a été introduite depuis dans plusieurs autres régions du monde, dont l'Europe et le Japon,, où elle est considérée comme espèce exotique envahissante au regard des espèces indigènes d'écrevisses.
Cette espèce a été introduite en Europe pour remplacer l'espèce écrevisse à pattes rouges (Astacus astacus), autochtone afin de restaurer le commerce de l'écrevisse, après que l'espèce européenne a été décimée par une maladie (« peste de l'écrevisse ») ; P. leniusculus est alors rapidement devenue invasive, supplantant en quelques décennies les dernières populations d'espèces autochtones là où les deux espèces sont « mises en concurrence » pour les ressources du milieu. L'écrevisse européenne est plus petite, se défend moins bien en raison de pinces plus petites, grandit moins vite et est moins féconde et moins agressive.
Au Royaume-Uni, cette espèce ingénieure (capable de significativement modifier son environnement, en sa faveur) montre une diversité génétique surprenante (pour une espèce introduite) et les caractéristiques d'une espèce pouvant nuire à la biodiversité, avec quelques nuances pour certaines espèces des cours d'eau.
En Europe, l'écrevisse de Californie est inscrite depuis 2016 dans la liste des espèces exotiques envahissantes préoccupantes pour l’Union européenne. Cela signifie que cette espèce ne peut pas être importée, élevée, transportée, commercialisée, ou libérée intentionnellement dans la nature, et ce nulle part dans l’Union européenne.

## Utilisation
Elle est élevée et exploitée en astaciculture pour la consommation de sa chair.